# Bogowie łakną krwi
Bogowie łakną krwi (fr. Les dieux ont soif) – powieść Anatola France po raz pierwszy wydana w roku 1912. Tytuł jest cytatem z artykułu Camille'a Desmoulinsa w Le Vieux Cordelier atakującym rządy terroru.

## Opis fabuły
Książka ukazuje rzeczywistość roku 1793 we Francji epoki terroru wymierzonego w przeciwników rewolucji. Głównym bohaterem powieści jest Ewaryst Gamelin, młody malarz. Kiedy przy pomocy Ludwiki Rochemaure (wpływowej kobiety w kręgach władzy) otrzymuje pracę „sądowniczą” - osądza oskarżonych o różne zbrodnie (w tym o „szerzenie" polityki monarchistycznej i antyrewolucyjnej). Stopniowo Ewaryst awansuje i zmienia się w bezwzględnego urzędnika, który skazuje na gilotynę każdego przedstawionego mu w sądzie „przeciwnika rewolucji”, mężczyzn i kobiety. Przyczynia się do śmierci męża swej siostry, pani Rochemaure, jak i innych dawniej mu bardzo bliskich osób. Dopiero po przewrocie 9 thermidora sam zostaje odsunięty od pracy w Trybunale i stracony. 

### Bohaterowie powieści
- Ewaryst Gamelin – główny bohater dzieła; jego osobowość ulega metamorfozie - początkowo jest bardzo miłym, kochającym matkę i swą narzeczoną młodzieńcem, jest zwolennikiem rewolucji. Zarabia na życie malując i później sprzedając swoje obrazy. Pewnego razu w sklepie malarskim spotyka Elodię (córkę właściciela sklepu), co skutkuje silną miłością łączącą oboje młodych. Jakiś czas później rozmawia z Ludwiką Rochemaure, która „załatwia" mu pracę ławnika w Trybunale Rewolucyjnym. Od tego momentu życie Gamelina zmienia się gwałtownie. Były malarz odtąd miłość traktuje drugorzędnie, nie uznaje swojej winy, skazuje niewinnych ludzi na śmierć. Krzywdy wyrządzane przez niego kończą się dopiero z czasem nadejścia refleksji społeczeństwa i spostrzeżenia zła, które na co dzień panowało we Francji. I tak właśnie nowe władze skazują sprawców niedawnych nieszczęść na gilotynę. Wśród nich znajduje się Ewaryst.
- Pani Gamelin – matka Ewarysta, kobieta w podeszłym wieku.
- Elodia – ukochana Gamelina. Bardzo zżyta z matką Ewarysta, chciała zmienić swego kochanka w wartościowego człowieka eliminującego zło, co jej się nie udało.
- Ludwika Rochemaure - kobieta obeznana w rządach i z doskonałą reputacją, zwolenniczka absolutyzmu. Została skazana na ścięcie  przez Ewarysta.
- Brotteaux – przyjaciel rodziny Gamelin; dawniej zamożny arystokrata (wcześniej Brotteaux des Illets) epikurejczyk, nie zajmujący się polityką.  Produkował zabawki - lalki dla dzieci, przedstawiające postaci z tradycyjnych, francuskich teatrzyków ludowych (Arlekina, Scaramouche'a itp. postaci). Kiedyś jeden z funkcjonariuszy („Komitetu Bezpieczeństwa”) dopatrzył się w jego kukiełkach karykatur przywódców Rewolucji: Couthona, Saint-Just'a, Robespierr'a i innych, po czym wydał rozkaz zatrzymania „obywatela” Brotteaux. Brotteaux lubił czytać wiersze starożytnego poety Lukrecjusza.
- Ojciec Lonuemaure – mnich. W czasach rewolucji żył w nędzy i ubóstwie, ścięty razem z Brotteauxem. Symbol braku poszanowania osób Kościoła w ówczesnych czasach.
- Marat – postać historyczna, która w powieści nie wypowiedziała ani słowa. Marat stał się ważnym politykiem, a po śmierci w rezultacie zamachu bohaterem także innych rewolucji.